# 2067
Cette page concerne l'année 2067  du calendrier grégorien.
Pour les articles homonymes, voir 2067 (film).
L'année 2067 est une année commune qui commence un samedi.
C'est la 2067e année de notre ère, la 67e année du IIIe millénaire et du XXIe siècle et la 8e année de la décennie 2060-2069

## Autres calendriers
- Calendrier berbère : 3016 / 3017
- Calendrier hébraïque : 5827 / 5828
- Calendrier indien : 1988 / 1989
- Calendrier musulman : 1487 / 1488
- Calendrier persan : 1445 / 1446

## Événements prévisibles
- 15 juillet : Mercure occultera Neptune. Cet événement rare sera très difficile à observer depuis la Terre.